# らんま1/2 (ゲームボーイ)
『らんま1/2』は、1990年7月28日にバンプレストから発売されたゲームボーイ用ゲームソフト。

## 概要
テレビアニメ『らんま1/2』初のキャラクターゲーム。
あかねとのデートをかけた勝負…となっている。
状況に応じ特性の違う男乱馬と女らんまを使い分け、ステージ上の障害物を2つ並べて消しながら、ステージをクリアしていく。男乱馬だと障害物を遠くまで蹴飛ばせるが、女らんまだと障害物を一マスずつしか動かせなくなる。あかねの持つ3つのアクセサリーを集めることが目的である。3つアクセサリーを集めるとステージ上にあかねが現れ、彼女を捕まえるとクリア。
対戦型だと2Pキャラクターが良牙になる。